# Fabrício Werdum
Fabrício Werdum, född 30 juli 1977 i Porto Alegre, Brasilien, är en brasiliansk professionell MMA-utövare som tidigare varit världsmästare i UFC:s tungviktsdivision. Han är även flerfaldig världsmästare i brasiliansk jiu-jitsu. Under MMA-karriären har han förutom UFC även tävlat i Strikeforce och Pride och bland annat besegrat Cain Velasquez, Antônio Rodrigo Nogueira, Fjodor Jemeljanenko, Alistair Overeem, Brandon Vera, Gabriel Gonzaga (två gånger), Travis Browne (två gånger) och Antonio Silva.

## Biografi

### Brasiliansk jiu-jitsu
Werdum började träna brasiliansk jiu-jitsu (BJJ) 1998 och har vunnit flera stora BJJ- och grappling-turneringar. Han blev världsmästare i BJJ i supertungvikt både 2003 och 2004, innan han hade nått svart bälte. Han är dessutom dubbel mästare (2007 och 2009) i ADCC World Submission Wrestling Championships.

### MMA
Werdum gick sin första professionella MMA-match i juni 2002 och gick i början av sin karriär matcher i England och Brasilien. Efter att ha gått obesegrad genom sina fem första matcher debuterade han i den japanska organisationen Pride i februari 2005. Han kom att gå sex matcher i organisationen (fyra vinster, två förluster) innan den köptes upp av UFC och lades ner 2007. I Pride lyckades han bland annat ta sig till kvartsfinal i 2006 års Pride Openweight Grand Prix där han dock förlorade mot Antônio Rodrigo Nogueira.
Han debuterade sedan i UFC på UFC 70 i april 2007 men förlorade matchen mot Andrei Arlovski på poäng. Därefter besegrade han de två välmeriterade UFC-tungviktarna Gabriel Gonzaga och Brandon Vera innan han förlorade mot Junior dos Santos. Efter dessa fyra matcher hade han två vinster och två förluster i organisationen och kunde inte komma överens med UFC om ett nytt kontrakt. Han skrev istället på för Strikeforce, och debuterade i organisationen i augusti 2009 när han besegrade Mike Kyle via submission. Efter att ha besegrat Antonio Silva i november samma år bokades han in att möta den tidigare Pride-mästaren i tungvikt Fjodor Jemeljanenko. Emelianenko var vid tillfället obesegrad i 28 raka matcher och ansedd som obesegrad, hans enda officiella förlust var i december 2000 då domaren stoppade matchen då Emelianenko skadat sig efter 17 sekunder på grund av en otillåten armbåge från motståndaren. Werdum och Emelianenko möttes i juni 2010 och Werdum vann via submission efter 1:07 i den första ronden och blev därmed den första att besegra Emelianenko i dennes 34:e MMA-match. Matchen blev utsedd till årets "upset" och årets submission av mma-sidan Sherdog.com. Efter vinsten mot Emelianenko rankades Werdum som världens andra bästa tungviktare av Sherdog.
Inför år 2011 annonserade Strikeforce att man skulle hålla en turnering med åtta av sina bästa tungviktare under året. Werdum utsågs till en av deltagarna och bokades in att möta organisationens regerande tungviktsmästare Alistair Overeem i sin första match. De båda möttes redan i maj 2005 då Werdum vann via submission (kimura). Den 18 juni 2011 besegrade Overeem Werdum i Strikeforce Grand Prix kvartsfinal via domslut.

### Världsmästare i UFC:s tungviktsdivision
Den 29 april 2014 blev det officiellt att Werdum skulle möta den dåvarande världsmästaren Cain Velasquez i en match för UFC:s tungviktsbälte. Matchen skulle äga rum den 15 november 2014 under eventet UFC 180 men i oktober blev Velasquez tvungen att dra sig ur med en knäskada. Werdum fick istället möta Mark Hunt för att utse tungviktsdivisionens tillfälliga eller interima världsmästare. Werdum vann fighten via teknisk knockout (flying knee och slag) i den andra ronden och erhöll även sin första Performance of the Night bonus.
En ny match planerades med Cain Velasquez vilken ägde rum under UFC 188 Velasquez vs. Werdum, den 13 juni 2015, i Mexico City. Werdum vann fighten i tredje ronden via giljotinsubmission. Han erhöll även sin andra Performance of the Night bonus. Därmed enade Werdum den tillfälliga titeln med tungviktstiteln och blev UFC:s världsmästare i tungvikt.
Den 14 maj 2016 i Curitiba i Brasilien under UFC 198 Werdum vs. Miocic, förlorade Werdum tungviktsbältet till Stipe Miocic på knockout i den första ronden. Efter ett 6 matcher långt vinstfacit, sedan juni 2011, fick han sin första förlust efter att ha varit obesegrad i nästan 5 år.
I sin första match efter förlusten mötte Werdum Alistair Overeem för en tredje gång vid UFC 213 den 8 juli 2017. Och trots att Werdum var nära att avsluta Overeem i tredje ronden förlorade han ett något kontroversiellt majoritetsdomslut.
Nästa match var tänkt att gå mot Derrick Lewis 7 oktober 2017 vid UFC 216, men Lewis var tvungen att dra sig ur i sista sekunden på grund av ryggproblem. Sista-minutenersättare blev då Walt Harris. En motståndare Werdum tog ner nästan omedelbart och avslutade via armbar efter en dryg minut i första ronden.
Härnäst mötte han Marcin Tybura vid UFC Fight Night: Werdum vs. Tybura 17 mars 2018. En match Werdum vann via enhälligt domslut.
17 mars 2018 mötte Werdum Aleksandr Volkov vid UFC Fight Night: Werdum vs. Volkov. En match han förlorade när han blev KO:ad i fjärde ronden.
Vid UFC 249 den 9 maj 2020 mötte Werdum Oleksij Olejnik och förlorade mot ryssen via delat domslut.

## Tävlingsfacit
| Resultat | Facit  | Motståndare              | Metod                       | Event                               | Datum             | Rond | Tid  | Plats                     | Noteringar                                              |
| Vinst    | 1–0    | Tengiz Tedoradze         | Submission (triangel)       | Millennium Brawl 7                  | 16 juni 2002      | 1    |      | High Wycombe, England     |                                                         |
| Oavgjort | 1–0–1  | James Zikic              | Oavgjort                    | Millennium Brawl 8                  | 22 september 2002 | 3    | 5:00 | High Wycombe, England     |                                                         |
| Vinst    | 2–0–1  | Kristof Midoux           | Submission (triangelarmbar) | WAFF 2: World Absolute Fight 2      | 22 mars 2003      | 1    | 4:11 | Marrakech, Marocko        |                                                         |
| Vinst    | 3–0–1  | Gabriel Gonzaga          | TKO (slag)                  | Jungle Fight 1                      | 13 september 2003 | 3    | 2:11 | Manaus, Brasilien         |                                                         |
| Vinst    | 4–0–1  | Ebenezer Fontes Braga    | KO (slag)                   | Jungle Fight 2                      | 15 maj 2004       | 2    | 1:28 | Manaus, Brasilien         |                                                         |
| Vinst    | 5–0–1  | Tom Erikson              | Submission (rear-naked)     | Pride 29                            | 20 februari 2005  | 1    | 5:11 | Saitama, Japan            |                                                         |
| Vinst    | 6–0–1  | Roman Zentsov            | Submission (triangelarmbar) | Pride Final Conflict 2005           | 28 augusti 2005   | 1    | 6:01 | Saitama, Japan            |                                                         |
| Förlust  | 6–1–1  | Sergei Kharitonov        | Domslut (delat)             | Pride 30                            | 23 oktober 2005   | 3    | 5:00 | Saitama, Japan            |                                                         |
| Vinst    | 7–1–1  | Jon Olav Einemo          | Domslut (enhälligt)         | Pride 31                            | 26 februari 2006  | 3    | 5:00 | Saitama, Japan            |                                                         |
| Vinst    | 8–1–1  | Alistair Overeem         | Submission (kimura)         | Pride Total Elimination Absolute    | 5 maj 2006        | 2    | 3:43 | Osaka, Japan              | Första nivån i Pride 2006 Openweight Grand Prix         |
| Förlust  | 8–2–1  | Antônio Rodrigo Nogueira | Domslut (enhälligt)         | Pride Critical Countdown Absolute   | 1 juli 2006       | 3    | 5:00 | Saitama, Japan            | Kvartsfinal i Pride 2006 Openweight Grand Prix          |
| Vinst    | 9–2–1  | Aleksander Emelianenko   | Submission (armtriangel)    | 2H2H: Pride & Honor                 | 12 november 2006  | 1    | 3:24 | Rotterdam, Nederländerna  |                                                         |
| Förlust  | 9–3–1  | Andrej Arloŭski          | Domslut (enhälligt)         | UFC 70                              | 21 april 2007     | 3    | 5:00 | Manchester, England       |                                                         |
| Vinst    | 10–3–1 | Gabriel Gonzaga          | TKO (slag)                  | UFC 80                              | 19 januari 2008   | 2    | 4:34 | Newcastle, England        |                                                         |
| Vinst    | 11–3–1 | Brandon Vera             | TKO (slag)                  | UFC 85                              | 17 juni 2008      | 1    | 4:40 | London, England           |                                                         |
| Förlust  | 11–4–1 | Junior dos Santos        | TKO (slag)                  | UFC 90                              | 25 oktober 2008   | 1    | 1:20 | Rosemont, IL, USA         |                                                         |
| Vinst    | 12–4–1 | Mike Kyle                | Submission (giljotin)       | Strikeforce: Carano vs. Cyborg      | 15 augusti 2009   | 1    | 1:24 | San Jose, CA, USA         |                                                         |
| Vinst    | 13–4–1 | Antonio Silva            | Domslut (enhälligt)         | Strikeforce: Fedor vs. Rogers       | 7 november 2009   | 3    | 5:00 | Hoffman Estates, IL, USA  |                                                         |
| Vinst    | 14–4–1 | Fjodor Jemeljanenko      | Submission (triangelarmbar) | Strikeforce: Fedor vs. Werdum       | 26 juni 2010      | 1    | 1:09 | San Jose, CA, USA         |                                                         |
| Förlust  | 14–5–1 | Alistair Overeem         | Domslut (enhälligt)         | Strikeforce: Overeem vs Werdum      | 18 juni 2011      | 3    | 5:00 | Dallas, TX, USA           | Kvartsfinal i Strikeforce Grand Prix.                   |
| Vinst    | 15–5–1 | Roy Nelson               | Domslut (enhälligt)         | UFC 143                             | 4 februari 2012   | 3    | 5:00 | Las Vegas, NV, USA        | Fight of the Night.                                     |
| Vinst    | 16–5–1 | Mike Russow              | TKO (slag)                  | UFC 147                             | 23 juni 2012      | 1    | 2:28 | Belo Horizonte, Brasilien |                                                         |
| Vinst    | 17–5–1 | Antônio Rodrigo Nogueira | Submission (armbar)         | UFC on Fuel TV: Nogueira vs. Werdum | 8 juni 2013       | 2    | 2:41 | Fortaleza, Brasilien      |                                                         |
| Vinst    | 18–5–1 | Travis Browne            | Domslut (enhälligt)         | UFC on Fox: Werdum vs. Browne       | 19 april 2014     | 5    | 5:00 | Orlando, FL, USA          |                                                         |
| Vinst    | 19–5–1 | Mark Hunt                | TKO (flygande knä och slag) | UFC 180                             | 15 november 2014  | 2    | 2:27 | Mexico City, Mexiko       | Vann interimbältet i tungvikt. Performance of the Night |
| Vinst    | 20–5–1 | Cain Velasquez           | Submission (giljotin)       | UFC 188                             | 13 juni 2015      | 3    | 2:13 | Mexico City, Mexiko       | Blev UFC:s tungviktsmästare. Performance of the Night   |
| Förlust  | 20–6–1 | Stipe Miocic             | KO (slag)                   | UFC 198                             | 14 maj 2016       | 1    | 2:47 | Curitiba, Brasilien       | Förlorade UFC:s tungviktstitel                          |
| Vinst    | 21–6–1 | Travis Browne            | Domslut (enhälligt)         | UFC 203                             | 10 september 2016 | 3    | 5:00 | Cleveland, OH, USA        |                                                         |
| Förlust  | 21–7–1 | Alistair Overeem         | Domslut (majoritet)         | UFC 213                             | 8 juli 2017       | 3    | 5:00 | Las Vegas, NV, USA        |                                                         |
| Vinst    | 22–7–1 | Walt Harris              | Submission (armbar)         | UFC 216                             | 7 oktober 2017    | 1    | 1:05 | Las Vegas, NV, USA        |                                                         |
| Vinst    | 23–7–1 | Marcin Tybura            | Domslut (enhälligt)         | UFC Fight Night: Werdum vs. Tybura  | 19 november 2017  | 5    | 5:00 | Sydney, Australien        |                                                         |
| Förlust  | 23–8–1 | Aleksandr Volkov         | KO (slag)                   | UFC Fight Night: Werdum vs. Volkov  | 17 mars 2018      | 4    | 1:38 | London, England           |                                                         |
| Förlust  | 23–9–1 | Oleksij Olejnik          | Domslut (delat)             | UFC 249                             | 9 maj 2020        | 3    | 5:00 | Jacksonville, FL, USA     |                                                         |